# El otro lado del sexo
El otro lado del sexo es una obra de Valérie Tasso publicada en 2006. En ella aborda en primera persona algunas prácticas sexuales (del BDSM a la felación, pasando por el voyeurismo y la abstinencia) y opciones (la adaptación quirúrgica de los genitales para una pretendida mejora en la satisfacción sexual de la mujer, la duración del orgasmo: algunos métodos y su espuria justificación y el ejercicio de la prostitución como posible terapia social sanatoria) que se mantienen socialmente reprimidas para resaltar la importancia del cerebro (como órgano sexual) y del pensamiento (como guía de este) así como los límites (si los hubiera) de ese terreno de experimentación de la conciencia humana que llamamos sexo.